# Lill-Lappsjön (Burträsks socken, Västerbotten, 715782-173536)
Lill-Lappsjön är en sjö i Skellefteå kommun i Västerbotten och ingår i Bureälvens huvudavrinningsområde. Sjön har en area på 0,116 kvadratkilometer och ligger 131,1 meter över havet. Sjön avvattnas av vattendraget Kvarnrisbäcken.

## Delavrinningsområde
Lill-Lappsjön ingår i det delavrinningsområde (715590-173484) som SMHI kallar för Utloppet av Lill-Lappsjön. Medelhöjden är 162 meter över havet och ytan är 13,36 kvadratkilometer. Räknas de 2 avrinningsområdena uppströms in blir den ackumulerade arean 29,4 kvadratkilometer. Kvarnrisbäcken som avvattnar avrinningsområdet har biflödesordning 2, vilket innebär att vattnet flödar genom totalt 2 vattendrag innan det når havet efter 54 kilometer. Avrinningsområdet består mestadels av skog (80 procent) och sankmarker (13 procent). Avrinningsområdet har 0,11 kvadratkilometer vattenytor vilket ger det en sjöprocent på 0,8 procent.